# Coloma (California)
Coloma es un lugar designado por el censo (en inglés, census-designated place, CDP) ubicado en el condado de El Dorado, California, Estados Unidos. Según el censo de 2020, tiene una población de 521 habitantes.
Es famoso por ser el sitio donde James W. Marshall descubrió oro el 24 de enero de 1848, lo que llevó a la fiebre del oro de California.
La localidad es un atractivo turístico por su pueblo fantasma y por ser el centro del Marshall Gold Discovery State Historic Park.
El nombre deriva de cullumah, denominación que los indios nisenan (maidu nishinam) dieron al valle, y que significa hermoso.